# Paul Frosch

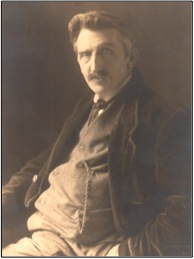
Paul Frosch, um 1925

Paul Otto Max Frosch (* 15. August 1860 in Jüterbog; † 2. Juni 1928 Berlin) war ein deutscher Bakteriologe und Virologe.

## Die frühen Jahre

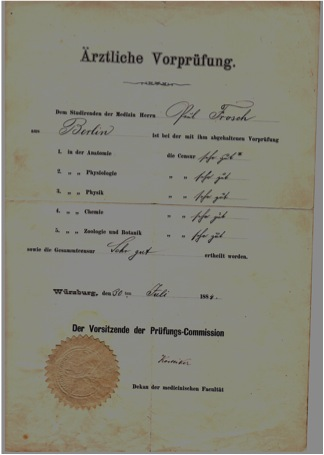
Zeugnis Ärztliche Vorprüfung

Paul Frosch wurde als nicht-ehelicher Sohn eines 22-jährigen angehenden Rechtsanwaltes und einer Handschuhmacherin in Jüterbog geboren. Seine Eltern heirateten erst bei Pauls Einschulung.
Nach seinem Abitur 1882 studierte er Medizin in Würzburg. Schon beim Physikum 1884 erkannten die Professoren seine Begabung und boten ihm eine Stelle an. Er lehnte jedoch ab und entschied sich, sein Studium in Leipzig und schließlich Berlin fortzusetzen, wo er 1887 promovierte und seine Approbation erlangte. Während seines Studiums diente er jeweils für ein halbes Jahr 1883 und 1886 im königlich-preußischen Heer als Unterarzt.
Nach seinem Studium widmete er sich der Bakteriologie und volontierte am Hygiene-Institut der Universität Berlin als unbesoldeter Assistent.
Im April 1889 ehelichte er Elise Bertha (* 1867, geborene Grothe), die ihm 1890 den ersten Sohn Leopold gebar. Es folgten vier weitere Kinder, Felix, Charlotte, Dagobert sowie Robert, Patenkind von Robert Koch.

## Die Zeit mit Robert Koch

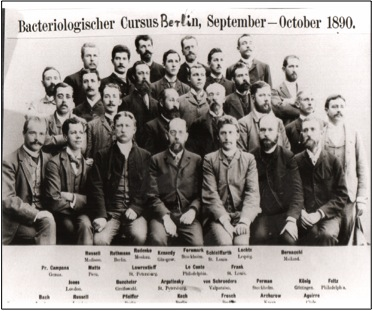
1890 sitzt Frosch in Robert Kochs „Bacteriologischem Cursus“ im Gruppenbild rechts neben Koch

Koch, damals schon weltberühmt, schätzte die Fähigkeiten des jungen Forschers und bot ihm 1891 als einem seiner ersten Mitarbeiter am neugegründeten Preußischen Institut für Infektionskrankheiten (IfIK) in Berlin (heute Robert Koch-Institut) die Stelle eines etatmäßigen Assistenten der wissenschaftlichen Abteilung an. Er gehörte damit zum engeren Mitarbeiterstab Kochs, dem auch Paul Ehrlich, Friedrich Loeffler, August von Wassermann, Richard Pfeiffer, Carl Fraenkel, Emil von Behring und Erich Wernicke angehörten.
Koch rief auf Betreiben des Preußischen Kultus- und Landwirtschaftsministeriums 1897 eine Kommission für Maul- und Klauenseuche mit dem Ziel ins Leben, diese noch immer unter Paarhufern beträchtliche Verluste verursachende Krankheit zu erforschen und mögliche Abwehrtherapien zu entwickeln. Der Kommission gehörten Friedrich Loeffler als Leiter sowie der soeben zum Professor ernannte Paul Frosch vom IfIK, Paul Uhlenhuth (IfIK) und als technischer Beirat Wilhelm Schütz, Direktor der Tierärztlichen Hochschule Berlin, an.
Unter primitivsten Bedingungen, zunächst in einem Stadtbahnbogen in Berlin, später in Greifswald, führte die Kommission ihre Forschungen durch. Aus dem Bericht der Kommission geht hervor, wie Friedrich Loeffler und Frosch in zahlreichen Versuchen, zum Teil in den betroffenen Gebieten vor Ort, sowie mit der Methode der Filtration verseuchten Materials (MKS-Lymphe) durch bakteriendichte Filter (Ton), dem Nachweis des Virus als ultravisiblen Krankheitserreger der Maul- und Klauenseuche Schritt für Schritt näher kamen. Sie entdeckten damit die erste durch Viren bei Tieren verursachte Infektionskrankheit und gelten damit als Begründer der Virologie.
In den Jahren bis 1907, weiterhin im Dienste Kochs und bereits zum Vorstand der wissenschaftlichen Abteilung als Nachfolger Pfeiffers am IfIK berufen, widmete sich Frosch der Erforschung und Bekämpfung verschiedenster Infektionskrankheiten. Als Leiter der Bekämpfung der Malaria auf Brioni (damals Österreich-Ungarn) sowie als Kommissar der preußischen Regierung zur Erforschung der Pest in Porto ferner als Leiter der preußischen Kommission zur Bekämpfung des Typhus im Ruhrgebiet und dem Regierungsbezirk Trier erwarb sich Frosch große Verdienste.
Er war mit Koch von Anfang bis zu Kochs Ausscheiden am RKI. Einer der wenigen unter den unmittelbaren Schülern Koch, wie die nebenstehende Aufstellung der frühen Mitarbeiter am Robert Koch-Institut zeigt.

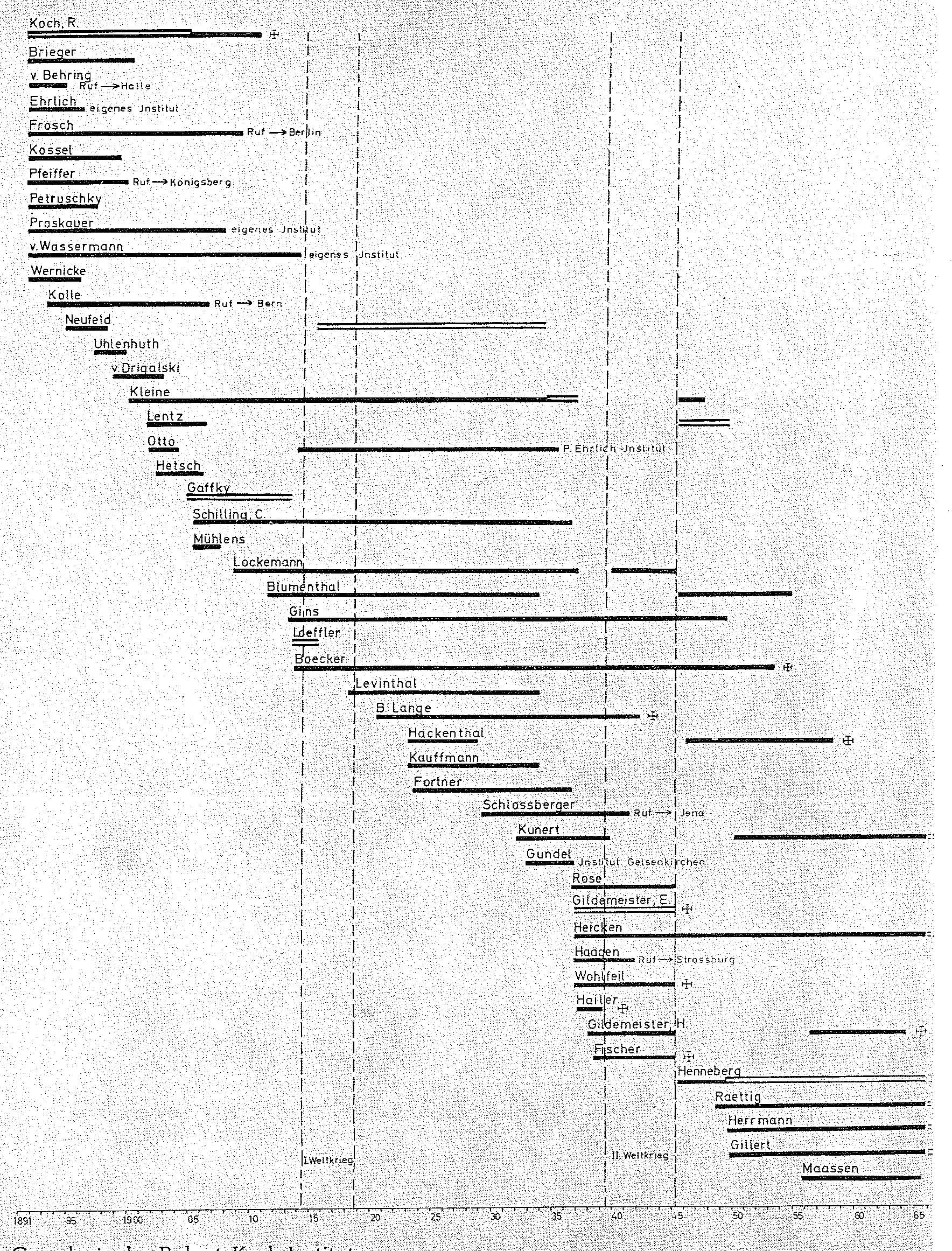
Die frühen Mitarbeiter am Robert Koch-Institut

Er erhielt im Stil der Zeit den Roten Adlerorden IV. Klasse, das Offizierskreuz des Kaiser-Franz-Joseph-Ordens und den Kronenorden 3. Klasse. Für Arbeiten über die Schweinepest erhielt er den „Commemorative St. Louis Medal Award“ der St. Louis-Purchase-Exposition (USA 1904).

## Zeit am Hygieneinstitut

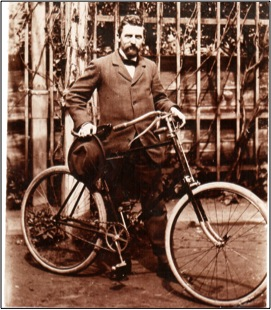
Frosch um 1910

Als der gerade zum Geheimen Medizinalrat ernannte Frosch 1908 einen Ruf als Direktor des Hygieneinstituts an der Tierärztlichen Hochschule zu Berlin erhielt, war er etatmäßiger Professor und 48 Jahre alt. Er erhielt den Ruf, nachdem Friedrich Loeffler Greifswald nicht hatte verlassen wollen.
In der Zeit von Oktober 1914 bis Oktober 1918 diente er im Kaiserlichen 2. Garde-Regiment zu Fuß als Oberstabsarzt. Danach kehrte er in seine alte Position am Hygieneinstitut zurück. Im Mittelpunkt seiner Forschung standen die Morphologie des Tuberkuloseerregers und wieder die Maul- und Klauenseuche. Im Jahr 1927 gelang es ihm zusammen mit H. Dahmen den Erreger der MKS erstmals zu isolieren.
Paul Frosch starb am 2. Juni 1928 kurz vor seiner Emeritierung, die er zweimal um ein Jahr verschoben hatte, an Lungenkrebs zuhause im Kreise seiner Familie.

## Eindrücke von Zeitzeugen
Froschs früherer Assistent, Weggefährte und Freund Wilhelm von Drigalski schrieb in seinem Buch (1948):

„In diesen Kreis passte mein Abteilungschef, Professor Frosch, mit seiner offenen, unbekümmerten Art, seiner Abneigung gegen geschraubtes Wesen und seinem ausgezeichneten Sinn für Humor ausgezeichnet. Später meldete sich einmal bei ihm ein zur Typhusbekäpfung kommandierter junger Stabsarzt von etwas betont forschem Wesen, in tadellosem goldgesticktem Waffenrock, gewandt, sicher und ohne sich die Rede verschlagen zu lassen. Nachher sagte Frosch misslaunig, der gefalle ihm nicht. ‚Weshalb nicht - vielleicht weil er so sauber angezogen war?‘ fragte ich ganz unwirsch. Ich hoffe doch, dass er mich nicht viel anders finde. ‚Nein‘, sagte Frosch und schmunzelte, ‚wenn ich doch denke, wie Sie zum erstenmal bei mir erschienen, misstrauisch, wortkarg - das war doch ganz etwas anderes‘. Wir mussten lachen; Genauigkeit im Anzug war seine starke Seite nicht. Er war ein unentwegter Raucher und ist später an Lungensarkom, wohl durch das Rauchen veranlasst, zugrunde gegangen, Natürlich hatte auch dieser Mann seine Fehler. Aber er war ein treuer Freund, für Koch eine ganz ausgezeichnete Hilfe. Selbst Jürgens, dem er weniger als mir lag, meinte, Koch habe sich keinen Besseren für die Typhusbekämpfung aussuchen können. Vor allem habe ich niemals einen Gelehrten kennengelernt, der die aristrokratische Tugend der Neidlosigkeit in höherem Grade besessen hätte.
Seine Schattenseiten lagen im Äußerlichen. Demgegenüber besaß er vielseitige Interessen; er war musikalisch, ein guter Mathematiker, wissenschaftlich von großer Gewissenhaftigkeit, interessierte sich für Astronomie, besaß selbst ein gewaltiges Fernrohr und hielt sich mehrere Hunde. Das Fleisch für diese wurde im Fernrohrkabinett aufbewahrt. Es stank beträchtlich, aber das ertrug er in philosophischer Ruhe. Ein innerlich ungewöhnlich unabhängiger Maß, selbst bezaubernd unkonventionell und doch gute Formen, Erscheinung und Gepflegtheit an anderen durchaus schätzend.“

## Vermächtnis
Die Gesellschaft für Virologie (GfV) verleiht alljährlich im Rahmen der Jahrestagung den „Loeffler-Frosch-Preis“ für jüngere Wissenschaftler und die „Loeffler-Frosch-Medaille“ für das Lebenswerk eines Virologen.

## Gedenken
Am 9. April 2024 wurde auf dem Gelände der Charité, Berlin-Mitte, Unterbaumstraße, eine Gedenktafel für Paul Frosch und Friedrich Loeffler enthüllt.

## Schriften
- mit Friedrich Loeffler: Berichte der Kommission zur Erforschung der Maul- und Klauenseuche bei dem Institut für Infektionskrankheiten in Berlin. In: Centralblatt für Bakteriologie. Band 22, 1897, S. 257–259 (Teil 1), und Band 23, 1898, S. 371–391 (Teil 2).